# Lupi mannari: i rinnegati
Lupi mannari: i rinnegati (Werewolf: The Forsaken) è un gioco di ruolo ambientato nel nuovo Mondo di tenebra creato dalla White Wolf. È il successore di Werewolf: The Apocalypse, il gioco di "horror selvaggio" della linea originaria del Mondo di tenebra. Come in quest'ultimo il gioco si basa sui miti e sulla cultura popolare per creare un nuovo modo di vedere il lupo mannaro anche se il gioco è riadeguato al Mondo di tenebra favorendo di un approccio più personale all'horror, in linea con Vampiri: il requiem. Dal 2012 la gestione della linea è stata ceduta in licenza alla Onyx Path Publishing

## Il lupo mannaro nel gioco
Il lupo mannaro viene presentato profondamente diverso dalla tradizione popolare, mantenendo tuttavia elementi di contatto che tendono a rendere l'ambientazione plausibile. 
Prima che l'uomo fosse il dominatore della Terra, quando i continenti erano un unico ammasso, il mondo era un paradiso conosciuto come Pangaea dove il mondo degli spiriti e quello materiale si mischiavano liberamente. L'equilibrio era mantenuto da Padre Lupo, un essere di grande potere che pattugliava i confini tra i mondi, cacciava gli spiriti che sconfinavano nella realtà e impediva agli esseri del mondo reale di invadere il mondo spirituale. La Luna, uno degli spiriti più potenti, fu impressionata dalla sua forza e saggezza e nella sua forma umana lo prese come amante. Dalla loro unione nacquero gli Uratha: parte spirito e parte carne, parte uomo e parte lupo. Gli Uratha non erano gli unici figli di Padre Lupo: altri ne ebbe dall'unione con altri spiriti, da cui nacquero potenti spiriti lupo.
Con il passare degli anni i figli di Padre Lupo videro che stava invecchiando, stava divenendo debole e svolgeva il suo compito con sempre minore efficienza. Soltanto gli Uratha decisero di risolvere la questione, nominare un nuovo capobranco; lo sfidarono e lo uccisero, perché Padre Lupo non poteva difendersi dai suoi figli, se questi lo volevano sostituire. Alcuni Uratha non furono d'accordo nell'uccidere Padre Lupo e si rifiutarono: i loro discendenti saranno chiamati Puri e diventeranno i più implacabili nemici degli Uratha. La morte di Padre Lupo innalzò una barriera tra i mondi rendendo impossibile per ogni essere passare dall'uno all'altro, tranne in alcuni luoghi detti ‘‘locus’’; Luna pianse di dolore e maledisse tutti gli Uratha rendendoli vulnerabili all'argento, il suo metallo sacro: il paradiso fu distrutto e gli spiriti iniziarono a odiarli. 
Eppure solamente loro gli Uratha potevano svolgere il compito di Padre Lupo e furono perdonati dalla luna, che mandò i "luni" suoi figli per riconciliarsi. Inoltre gli Uratha dimostrarono ai figli spirituali di Padre Lupo di essere degni della loro protezione e furono create le tribù. Gli spiriti li odiano per quanto hanno fatto, gli umani li distruggerebbero se sapessero della loro esistenza, i Puri li cacciano senza tregua: gli Uratha sono "i Rinnegati".

## Personaggi
I giocatori interpretano Uratha, lupi mannari il cui compito è proteggere il mondo da creature del regno degli spiriti. Ogni umano che sia di discendenza Uratha può subire la Prima Muta in qualche momento della sua vita, diventando un lupo mannaro, sebbene sia sconosciuta la causa che scatena il cambiamento. Ogni giocatore ha un Auspicio dovuto al momento in cui ha sviluppato la prima muta e la maggior parte si unisce a una Tribù dopo la trasformazione, per focalizzare meglio i loro obiettivi. 
Il branco diventa la famiglia dell'Uratha e tutta la sua lealtà sarà data a esso solo; all'interno del proprio territorio i mannari fanno rispettare le leggi spirituali, soprattutto impedendo agli spiriti di sconfinare.
Gli Uratha sono predatori ferocemente territoriali che sentono lo stimolo della caccia. Molti problemi sono causati dal controllare la loro aggressività, limitando la loro capacità di condurre normali vite umane; inoltre la loro natura per metà spirituale permette ai Rinnegati di viaggiare nel mondo degli spiriti e di sfruttare la natura stessa delle cose detta "essenza" . L'essenza permette ai Rinnegati di curarsi, di negoziare con gli spiriti e di sfruttare dei particolari poteri detti doni, insegnati loro dagli spiriti stessi.

### Auspici
Ogni Uratha ha un auspicio, una benedizione di un luno dovuta alla forma della luna nel momento della sua prima muta. La Luna decide gli auspici di ogni Urahta, secondo la sua personalità e capacità, e questo auspicio determinerà le particolari propensioni e capacità del lupo mannaro. Inoltre a ogni auspicio è legata una rinomanza una qualità che gli spiriti gli riconoscono come tributo al loro valore. I cinque auspici hanno i seguenti nomi nella Prima Lingua:
- Rahu (La Luna Piena, Il Guerriero) – I Rahu sono i guerrieri per eccellenza, coloro ai quali è chiesto di sopportare principalmente il peso degli scontri. Gli spiriti si aspettano che questi Rinnegati seguano la rinomanza di Purezza, onde evitare che la loro furia distrugga anche i compagni.
- Cahalith (La Luna Gibbosa, Il Visionario) i Cahalith sono i Rinnegati che tengono alte le tradizioni, le storie passate, che rinfrancano il branco nei momenti di difficoltà, che vedono oltre i loro occhi. Gli spiriti si aspettano che questi Rinnegati seguano la rinomanza di Gloria, affinché ricordino e seguano gli esempi degli altri.
- Elodoth (La Mezza Luna, L'Intermediario) – Gli Elodoth sono in perfetto equilibrio tra i due mondi e di conseguenza sono i principali interlocutori degli spiriti, oltre a essere giudici capaci delle controversie tra Uratha. Gli spiriti si aspettano che questi Rinnegati seguano la rinomanza di Onore, affinché la loro parola e il loro comportamento siano sempre sgombri da ogni menzogna.
- Ithaeur (La Falce di Luna, Il Padrone degli Spiriti) – Gli Itaheur sono gli Uratha che comandano e vincolano gli spiriti, conoscitori dei segreti degli spiriti, delle loro debolezze e dei loro punti di forza. Gli spiriti si aspettano che questi Rinnegati seguano la rinomanza di Saggezza, affinché sappiano sempre come trattare gli spiriti e i segreti che conoscono.
- Irraka (La Luna Nuova, Il Cacciatore) – gli Irraka sono mutati quando la luna non li guardava: cacciatori implacabili, esploratori, segugi, gli Irraka sanno sempre come sorprendere il nemico. Gli spiriti si aspettano che questi Rinnegati seguano la rinomanza di Astuzia, affinché siano efficienti anche quando la forza non può nulla.

### Tribù
Le Tribù sono gruppi di Uratha che hanno scelto di seguire gli insegnamenti di uno dei totem, cinque potenti spiriti dei lupi che furono tra i figli di Padre Lupo. Ognuno promuove una certa attitudine o programma dietro alla caccia, inoltre ogni tribù impone ai suoi membri un tabù derivato da quello dello spirito patrono e li ricompensa con un'ulteriore rinomanza. Le cinque tribù 
- Artigli sanguinari (Suthar Anzuth) - Quando Lupo Fenris fu sconfitto in combattimento, egli acconsentì a fare da patrono agli Uratha. Gli Artigli Sanguinari sono la tribù che promuove gli aspetti di guerriero e di lupo degli Uratha, cercando di risolvere i problemi in maniera permanente. Il tabù loro imposto è Non offrire una resa che non accetteresti e la rinomanza che devono seguire è quella di Gloria.
- Ombre ossute (Hirfathra Hissu) - Lupa Morte, la figlia più discreta di Padre Lupo, dovette essere evocata con potenti incantesimi. Chi segue i suoi insegnamenti tende a considerare in maniera particolare l'aspetto spirituale dell'esistenza, oltre alla conoscenza e alla magia ritualistica degli Uratha. Il tabù imposto da Lupa Morte è Paga a ogni spirito ciò che gli è dovuto e la rinomanza è Saggezza.
- Cacciatori delle tenebre (Meninna) - Solamente dopo che Lupa Nera fu intrappolata nella sua tana, lo spirito acconsentì a proteggere gli Uratha. I Meninna sono i protettori dei luoghi sacri, della natura intesa come anima del mondo, sono i cacciatori, coloro che agiscono quando la notte è sorta, coloro che preservano l'equilibrio nel territorio. Il loro tabù Non permettere che alcun luogo sacro nel tuo territorio sia violato è esemplare della loro dedizione e la rinomanza che debbono osservare è Purezza.
- Padroni del ferro (Farsil Luhal) - questa tribù segue gli insegnamenti di Lupo Rosso, che concesse il suo patrocinio quando gli Uratha risolsero tutti i suoi indovinelli. La tribù è la più legata agli umani, alle loro città che considera il proprio territorio naturale. Prendono dagli umani quello che loro serve, ma non saranno mai umani; cacciatori in un mondo che ormai è dominato dagli uomini. Il loro tabù è Rispetta il tuo territorio in ogni suo aspetto e la rinomanza che seguono è Astuzia.
- Signori delle tempeste (Storm Lords, Iminir) - la tribù ottenne il patrocinio di Lupo Inverno quando dimostrò di sapere guidare e proteggere gli altri. I signori delle tempeste, sanno che tutti gli uratha hanno bisogni di qualcuno che indichi la via, che sia il più forte in battaglia e un astuto comandante. Cercano sempre di essere i migliori in quello che fanno e chiedono agli altri di farsi da parte se non possono fare lo stesso. Non mostrare a nessuno le tue debolezze è il loro tabù, mentre la rinomanza è Onore.
- Lupi fantasma (Thihirtha Numea) - non una tribù reale, piuttosto un nome collettivo per gli Uratha che non aderiscono alle tribù pur non abbandonando il Giuramento della Luna.

### Forme
Ogni Uratha può cambiare a volontà in cinque forme distinte. I nomi delle forme nella Prima Lingua sono:
HishuForma umana. Un Uratha appare come un essere umano normale, sia pure in buona forma fisica e salute. Un lupo mannaro morto o inconscio ritorna a questa forma. Questa forma tende a diventare sempre più selvaggia rispetto a un umano normale con il passare del tempo e molti giovani Uratha diffidano dal cambiarla per paura del proprio lato bestiale.
DaluForma Quasi Umana. L'altezza dell'Uratha incrementa di 15/20 centimetri, la muscolatura tende ad aumentare di volume ed una folta peluria si manifesta attorno al volto, il tronco, le spalle e gli arti. Le unghie delle mani e dei piedi tendono ad appuntirsi sebbene non diventino veri e propri Artigli, gli occhi tendono a cambiare colore assumendo quello del lupo (in genere giallo o grigio) ed il viso assume parzialmente dei tratti animaleschi. In questa forma i sensi dell'Uratha sono leggermente più sviluppati, permettendogli di seguire una pista, anche se con difficoltà oppure di vedere al buio con maggiore efficacia, sebbene anche in questo caso le capacità di orientamento visivo rimarrebbero limitate. In questa forma l'Uratha è in grado di parlare sia nella propria lingua che nel Primo Idioma, sebbene non in maniera completamente corretta.
GauruUomo-lupo o Forma da Battaglia. In questa forma, il corpo dell'Uratha si trasforma acquistando i tratti per metà umani e per metà lupeschi. Il corpo si ricopre completamente di una folta pelliccia ed una coda spunta dal fondoschiena. L'altezza aumenta di 50/80 centimetri ed il peso incrementa di diverse decine di chilogrammi. La muscolatura si irrobustisce ed una forza e resistenza innaturali vengono sprigionate da tutta la sua massa corporea. Il muso acquista i tratti di un lupo, sebbene siano mostruosi. Le sue armi principali sono gli Artigli e le Zanne, con i quali è in grado di lacerare la carne come se fosse burro. La frenesia di guerra (Kuruth o Furia Mortale) che questo stato comporta non permette all'uratha di fare altro che attaccare o, in caso sia in pericolo di vita, di fuggire per sopravvivere. Questa Forma può essere mantenuta solo per un limitato periodo di tempo, al termine del quale l'Uratha è costretto a tornare nella Forma Hishu o in un'altra Forma a sua scelta. È da questa forma nascono le leggende dell'uomo lupo e del classico lupo mannaro.
UrshulForma Quasi-lupo. Un Uratha in questa forma è un lupo enorme, alto alla spalla un metro, un metro e mezzo. Terribile a vedersi, l'Uratha diventa più forte e molto più veloce, sviluppa, oltre a un olfatto molto sviluppato, la possibilità di parlare correttamente il primo idioma. Questa forma è la preferita in battaglia dopo la gauru, permettendo di mantenere più facilmente il controllo, essendo provvista anche questa di mascelle poderose e artigli affiliati.
UrhanForma lupo. L'Uratha è indistinguibile da un lupo normale, sebbene Uratha differenti possano somigliare a specie o discendenze di lupi diverse. Questa forma consente all'Uratha di sviluppare al massimo i propri sensi, anche se non può comunicare se non per ululati. L'Urhan è piuttosto veloce, ma poco resistente e forte; un uratha in questa forma difficilmente sarà scambiato per un cane, essendo alla vista piuttosto selvatico e poco mansueto.

## Antagonisti
Gli SpiritiGli spiriti sono gli antagonisti e gli interlocutori più comuni dei Rinnegati. Gli spiriti si nutrono del concetto che rappresentano, alcuni spiriti possiedono gli esseri umani per ottenere maggior nutrimento manipolando le loro vittime, altri viaggiano fino al mondo materiale per sperimentare le sensazioni aliene offerte dal possedere esseri umani. Uno degli scopi principali dei Rinnegati è di cacciare questi spiriti e riportarli al mondo degli spiriti con ogni mezzo necessario. La maggior parte degli spiriti odiano i Rinnegati perché gli negano i piaceri del mondo materiale, il che rende pericoloso per i Rinnegati viaggiare nel mondo dello spirito. Gli Spiriti sono i principali abitanti del Regno delle Ombre o più semplicemente, Ombra. Possono essere di qualunque indole o natura, poiché rispecchiano il Riflesso e l'Incarnazione di un qualcosa che esiste nel Regno Materiale. La loro società si Suddivide in Ranghi che indicano il loro grado di potenza ed importanza; in Cori che indicano in linea generale il Genere di Classificazione a cui appartiene lo spirito (Spiriti Albero, Spiriti Macchina, Spiriti della Paura, Spiriti dell'Amore, Spiriti Orso, Spiriti Gatto ecc.); infine ci sono i Discanti che rappresentano una categoria specifica di un Coro (Nel coro degli Spiriti Gatto ci sono i Discanti degli Spiriti Siamesi, Spiriti Certosini e Spiriti Birmani ad esempio) ed in genere solo Spiriti che sono divenuti forti e degni di nota, vengono riconosciuti in questi piccoli gruppi che, in un certo senso, sono molto simili alle Logge tribali degli Uratha.
I PuriI Puri sono mannari che discendono da chi non partecipò all'uccisione di Padre Lupo. Accusano i loro cugini Rinnegati per la perdita di Pangaea e considerano il loro sterminio come una santa crociata. Si dice siano superiori in numero ai Rinnegati e la loro cultura di odio e capacità in battaglia li ha resi i nemici più implacabili dei Rinnegati. Non avendo mai chiesto perdono a Luna per l'assassinio di Padre Lupo, i Puri non hanno ottenuto il suo perdono e l'argento brucia loro la carne al solo contatto. Le Tribù Pure più comuni sono Tre: Gli Unghioni d'Avorio, I Marchiati dal Fuoco e I Re Predatori
Le schiereSono creature bizzarre che come i Rinnegati sono un ibrido di spirito e carne, uomo e animale. Discendono da potenti spiriti Pangaeani cacciati da Padre Lupo per i loro attacchi contro l'umanità. Sono sfuggiti alla distruzione totale dividendosi in milioni di schegge spirituali, ognuna delle quali abita un animale. Queste schegge divennero le schiere. Quando un frammento diventa sufficientemente forte consuma un essere umano e diventa un ibrido uomo-animale simile alla forma di Gauru dei mannari. Le Schiere più comuni sono le Azlu (o, Schiere dei Ragniche tendono a Rinforzare il Guanto, rendendo più difficile oltrepassarlo) e le Beshilu (o, Schiere dei Ratti, che tendono a rodere ed Indebolire il Guanto, rendendo più facile il passaggio tra il mondo di carne e quello spirituale). Queste non sono le uniche Schiere che esistono al mondo, poiché potenzialmente qualunque animale nel quale viva una di queste scintille spirituali, è destinato a diventare una Schiera.
IdigamGli Idigam sono i più rari dei nemici dei Rinnegati, sono entità ctoniche che rappresentano concetti esistenti prima della formazione del mondo. Come tali non hanno posto nella realtà e esibiscono poteri e motivi incomprensibili. Il più infame di essi, Gurdilag, fu capace di fondere gli spiriti con gli umani e anche con mannari, creando ibridi sotto il suo controllo. Gli Idigam sono vasti e inconoscibili, il che li rende praticamente impossibili da affrontare fisicamente, anche per un numero molto alto di Rinnegati
Altri esseri sovrannaturaliI Rinnegati occasionalmente entrano in conflitto con altri esseri sovrannaturali, che abitano nel Mondo delle Tenebre, come vampiri e maghi. Solitamente questi conflitti avvengono perché altri sovrannaturali si insediano nel territorio dei mannari, o rompendo il guanto e entrando nel mondo degli spiriti o tentando di usare un luogo sacro che il branco di mannari rivendica come proprio. Comunque diversamente dal mondo di tenebra precedente, non c'è un'inimicizia razziale tra gli Uratha e altri gruppi di sovrannaturali.

## Edizioni
I manuali sono stati tutti editi originariamente dalla White Wolf, dove indicato il titolo italiano sono stati pubblicati dalla 25 Edition:
- Lupi mannari: i rinnegati (Werewolf: The Forsaken) di Carl Bowen, Conrad Hubbard, Rick Jones, James Kiley, Matthew McFarland, Adam Tinworth (marzo 2005), codice: WW30000. Ambientazione e regolamento
- Terreni di caccia: montagne rocciose (Hunting Ground: The Rockies): descrizione dell'area geografica e spunti per avventure
- Schermo del narratore di Lupi mannari: i rinnegati (Werewolf: The Forsaken Storyteller Screen ): schermo del narratore
- Lore of the Forsaken  (2005), codice: WW30100: un'espansione sulla magia spiritica, degli auspici e altre tradizioni dei mannari.
- Lodges: The Faithful di Aaron Dembski-Bowden, Matthew McFarland and Adam Tinworth, (2005), codice: WW30101. Le logge, organizzazioni dei mannari, con nuovi doni, riti di passaggio e indicazioni su come progettare proprie logge.
- Blood of the Wolf: Heart of the Predator (settembre 2005): Una guida per i giocatori, sulla creazione e interpretazione dei mannari
- Blasphemies di Aaron Dembski-Bowden, Wayne D. Peacock, Chuck Wendig, (2006) codice: WW30303: Logge eretiche, miti della creazione alternativi, deviazioni dal culto della Luna

### Controversie
I giocatori di Werewolf: The Apocalypse hanno ritrovato nella linea di prodotti de I Rinnegati abbondanza di riferimenti e di riutilizzi delle idee precedenti, il che ha diviso gli appassionati in due fazioni, chi rimane con il "vecchio" Mondo delle Tenebre e quelli che abbracciano apertamente i cambiamenti operati dalla White Wolf ai suoi titoli principali: Vampiri: la masquerade, Werewolf: the Apocalypse e Mage: The Ascension. Per quanto riguarda Lupi mannari: i rinnegati, molto poco della progressione generale della trama è cambiata dal suo predecessore alla forma attuale. Gli Uratha sono estremamente simili ai Garou di Apocalypse nella loro lotta per mantenersi nell'umanità, pur conservando acuti e all'erta i loro istinti animali. La differenza più rimarchevole è l'interazione con il mondo degli spiriti, che si estende non solo al comportamento degli spiriti incontrati dagli Uratha, nel nuovo gioco molto più diffidenti nei confronti dei mannari. D'altro canto la nuova versione è disponibile ad un pubblico maggiore e deve essere considerata come un gioco a sé stante, non riconducibile al vecchio Apocalypse, e l'alleggerimento del background la rende più fruibile da un maggior numero di giocatori, senza però banalizzare il gioco.